# Уангерин, Уолтер
Уолтер Уангерин (англ. Walter Wangerin, Jr.; 13 февраля 1944, Орегон) — американский писатель, автор ряда фантастических и религиозных произведений для детей и взрослых, из которых наиболее известна сказка-притча «Книга скорбящей коровы».
Уолтер Уангерин родился 13 февраля 1944 в Портленде, штат Орегон, где его отец был лютеранским пастором. Он был старшим из семи детей. Семья часто переезжала, поэтому Уолтер с детства изучил быт многих городов Америки, что безусловно расширило кругозор будущего писателя. В 1968 году он получил степень магистра английской литературы в Университете Майами, Оксфорд, Огайо. Впоследствии продолжил учиться в Семинарии Конкордия и Семинарии Христа-Семинекса в Сент-Луисе и Миссури.
Параллельно учёбе стал писать рассказы, романы, пьесы. Особую популярность приобрёл за свои «детские» книги.
С 1991 года Уолтер Уангерин является профессором Университета Валпарейзо, Индиана, где преподает литературу, теологию и творческое письмо. Удостоен титула одного из 150 самых почитаемых людей города.
В настоящее время Уолтер Уангерин является автором более тридцати романов, многочисленных детских книг и нескольких пьес, и имеет несколько престижных наград за свои литературные работы. В 1980 году он получил Национальную книжную премию Америки (в разделе фантастика) за роман «Книга скорбящей коровы», а затем ещё несколько Национальных премий 1980—1983 годов в различных категориях. В 2006 году по мотивам «Книги скорбящей Коровы» был поставлен мюзикл на Бродвее.
Книга получила продолжение (не переведенное на русский язык) «Книга печалей» (1985) и «Мир в Конце» (2013).
Большая часть книг Уолтера Уангерина имеют религиозные отсылы к Библейским событиям.
Ассоциация евангельских христианских издателей наградила Wangerin шестью золотыми медальонами в нескольких категориях.
- 1986, «Гончар», в номинации «детские книги»
- 1988, «Для меня и моего дома», в номинации «брак и семья».
- 1993, «Возрождающая к жизни страсть», в номинации «религиозность»
- 1997, «Книга Бога», в номинации «фантастика»
- 1999, «Росток», в номинации «вдохновляющая серия».
- 2001, «Павел», в номинации «фантастика»

### Религиозные эссе и романы
- Рагман и другие крики веры (1984, 2004)
- Миз Лил и Хроники благодати (1988)
- Маленький Агнец, Который Сотворил Тебя. (1993, 2004)
- Траур в Радости (1992)
- Книга Бога: Библия как роман (1996)
- Орфейские проходы (1996)
- Наполненная молитва (1998)
- Подготовка к Иисусу (1999)
- Молитвенник для мужей и жен (2000)
- Что касается меня и моего дома: создание крепкого брака. (2001)
- Павел. Роман (2000)
- Иисус. роман (2005)
- Это земное паломничество (2003)
- В «Днях ангелов» (2007)
- Отец и сын: нахождение свободы (2008)
- Наоми и ее дочери (2010)
- Письма из Страны Рака (2010)

### Фантастические романы
- Книга  скорбящей коровы(1978)
- Книга Печали (1985)
- Третья книга Скорбящей Коровы: Мир в конце (2013)

### Детские книги / рассказы
- Библия для детей (1981, 2003)
- Гончар (1985, 1994)
- Элизабет и Водный Тролль (1991)
- В начале «Не было неба» (1997)
- Первое Рождество Мэри (1998)
- Бедственный рифм (1998)
- Сошествие воды (1999)
- Первая Пасха Петра (2000)
- Глотание Золотого камня (2001)
- Ангелы и все дети (2002)
- Честный Джонс (2005)

### Историческая беллетристика
- Сент-Джулиан (2003)